# Амікле

Карта (іспанською мовою) стародавнього південного Пелопоннесу; Амікле — місто під назвою «Amiclas» на південь від Спарти (Esparta).

Амікле або Амікли ( дав.-гр. Ἀμύκλαι   ) — місто стародавньої Лаконії, розташоване на правому або західному березі річки Єврота, в 20 стадіях на південь від Спарти, в районі, видатному через свою великою кількість дерев і родючістю.   Амікле було одним із найвідоміших міст Пелопоннесу в героїчну епоху. Кажуть, що воно був засноване лакедемонським царем Амікласом, батьком Гіацинта, і було місцем проживання Тиндаруса, Кастора і Поллукса, яких звідси називають Аміклеями Братства .  Амікле згадується Гомером  і воно продовжувала зберігати свою незалежність як ахейське місто ще довго після завоювання Пелопоннеса дорійцями .
Відповідно до загальноприйнятої традиції, яка представляла завоювання Пелопоннеса, здійснене в одному поколінні нащадками Геракла, Амікле було віддане дорійцями Філоному в нагороду за те, що він зрадив їм своє рідне місто Спарту. Далі кажуть, що Філоном населяв місто колоністами з Імбро і Лемноса ; але безсумнівно, що стародавнє ахейське населення протягом багатьох поколінь утримувалося в незалежному від Спарти місці. Лише незадовго до Першої мессенської війни місто було завойовано спартанським царем Теклелом .  Говорили, що жителі Амікле так часто були стривожені неправдивими повідомленнями про наближення ворога, що  ухвалили закон, що ніхто не повинен згадувати цю тему; і відповідно, коли спартанці нарешті прийшли, і ніхто не наважився оголосити про наближення, «Амікле загинуло через мовчання»: звідси виникло прислів’я Amyclis ipsis taciturnior («тиші за самого Амікле»). 
Після  його захоплення Лакедемонянами Амікле стало селом, і  пам'ятним тільки через фестиваль Hyacinthia, який святкували там кожен рік. Також воно було відомим храмом, у якому стояла величезна статуя Аполлона, якого стали називати Amyclaeus. Трон, на якому була встановлена ця статуя, був знаменитим витвором мистецтва і був побудований Батиклом з Магнезії . Він був увінчаний великою кількістю барельєфів, про які розповідає Павсаній.  Батикла з Магнезії також присвятила статую Артеміди Левкофріни в Амікле. 
Амікле розташовано приблизно в 2 кіломететрах на північний схід від сучасного села Амікл, названого на честь стародавнього міста. Під час розкопок на місці Вільям Мартін Лік виявив недосконалий напис, літери ΑΜΥ слідували за власною назвою і не залишали сумнівів у тому, що неповне слово було ΑΜΥΚΛΑΙΟΥ. 